# Daniel Royer

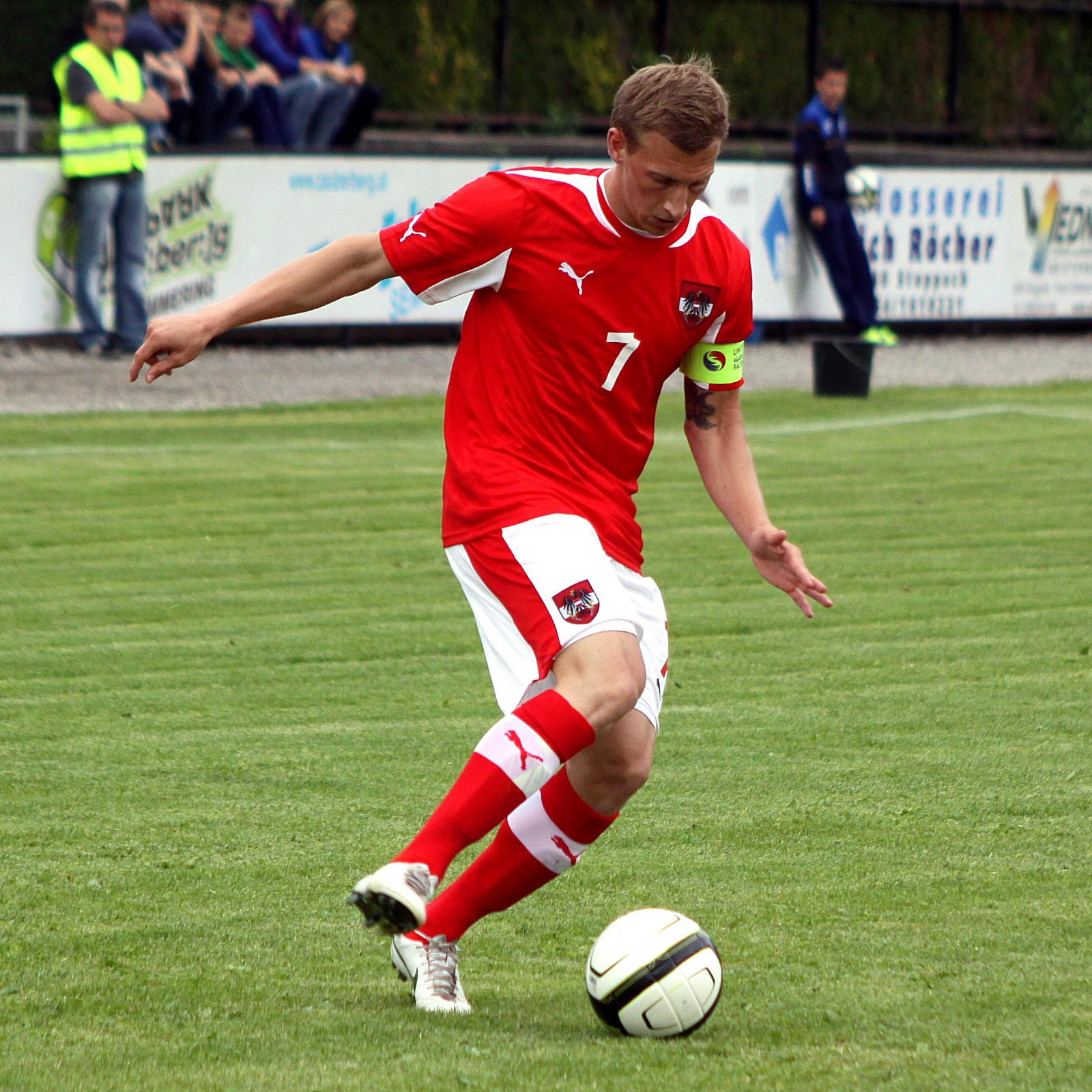
Daniel Royer als Kapitän der U-21-Nationalmannschaft (2012)

Daniel Royer (* 22. Mai 1990 in Schladming) ist ein österreichischer ehemaliger Fußballspieler auf der Position eines Mittelfeldspielers.

## Karriere

### Jugend
Royer begann seine Karriere als Jugendspieler beim FC Schladming in der Obersteiermark, wo er von 1996 bis 2004 aktiv war. 2004 wechselte er in die Jugendabteilung des steirischen Hauptstadtklubs SK Sturm Graz. Sein erstes Pflichtspiel im Sturm-Dress gab der Mittelfeldspieler am 28. August 2005 in der U-17-Toto-Jugendliga gegen SK Rapid Wien. Das Spiel in Purkersdorf endete 2:4. Royer erzielte in dieser Spielsaison zwei Tore, unter anderem spielte er mit Christoph Kröpfl in einer Mannschaft. In der darauffolgenden Jugendligasaison kam Royer wieder in der U-17 sowie auch in der U-19 zum Einsatz. Die U-19 konnte den siebenten Platz erreichen. 2007/08 wurde er im Frühjahr 2008 in die Amateurmannschaft aufgenommen.

### Vereinskarriere
Sein Debüt bei den Amateuren in der Regionalliga Mitte gab Royer am 16. Mai 2008 gegen den TSV Hartberg. Er wurde in der 63. Minute für Markus Ostermann eingewechselt. Das Spiel in Kumberg endete 1:1. Daraufhin absolvierte er noch vier weitere Spiele, wobei er gegen den 1. FC Vöcklabruck und gegen den SVG Bleiburg ein Tor erzielte. Die Amateure wurden Vizemeister. In der Saison 2008/09 kam er auf zwölf Einsätze und erzielte zwei Tore (gegen den SC Weiz und Union St. Florian). Man wurde hinter den Rivalen aus der Steiermark TSV Hartberg und dem Grazer AK Dritter.
2009/10 wechselte er zum Regionalligaaufsteiger FC Pasching, einem Nachfolgeverein des ehemaligen Bundesligisten Superfund Pasching. Royer wurde beim späteren Regionalligameister 25 Mal eingesetzt und erzielte sechs Treffer. Man konnte aber aufgrund der fehlenden Lizenz für die Erste Liga nicht aufsteigen. Daraufhin wurde der Mittelfeldspieler vom oberösterreichischen Bundesligisten SV Ried verpflichtet. Royer gab sein Debüt in der Bundesliga am 1. Spieltag der Saison 2010/11 am 17. Juli 2010 gegen seinen ehemaligen Stammklub Sturm Graz. Er wurde in der 71. Minute beim Stand von 0:2 für Philipp Huspek eingewechselt. Das Spiel in der Keine Sorgen Arena endete 0:3. Am Ende seiner ersten vollen Saison wurde Royer mit der SV Ried österreichischer Cupsieger.
Nach Beginn der Saison 2011/12 und dem verpassten Einzug in die Europa League Gruppenphase wechselte Royer am 31. August, dem letzten Tag des Transferfensters, zum deutschen Klub Hannover 96. Sein Debüt für die Hannoveraner gab er am 24. September 2011 im Bundesligaspiel gegen den FC Augsburg. Royer wurde in der 88. Minute für Sérgio Pinto eingewechselt. Das Spiel in der SGL arena endete torlos.
Zur Saison 2012/13 wechselte Royer auf Leihbasis zum 1. FC Köln.
Am 24. Juni 2013 vermeldete der FK Austria Wien die Verpflichtung von Royer. Er wurde mit einem Vertrag für zwei Jahre plus ein weiteres optionales Jahr ausgestattet.
Am 22. Mai 2015 gab der dänische Meister FC Midtjylland die Verpflichtung Royers zum 1. Juli 2015 bekannt.
Anfang August 2016 wechselte Royer in die nordamerikanische Major League Soccer zu den New York Red Bulls. Bei den Red Bulls verbrachte er insgesamt fünfeinhalb Jahre, in denen er 124 Spiele in der MLS absolvierte und 39 Tore erzielte. Nach der Saison 2021 verließ er den Verein, nachdem sein Vertrag nicht mehr verlängert worden war.
Nach zwei Jahren ohne Verein beendete er seine Profikarriere und kehrte im Februar 2024 zum viertklassigen FC Schladming zurück, bei dem er einst seine Profikarriere begonnen hatte. Ab 1. Februar 2024 lag der Spielerpass von Royer beim FC Schladming, um den abstiegsgefährdeten Klub im Bedarfsfall unterstützen zu können. Der zu diesem Zeitpunkt verletzte Royer brachte es bis zum Saisonende 2023/24 jedoch zu keinen Einsätzen.

### Nationalmannschaft
Royer wurde zwei Mal für die U-20-Nationalmannschaft Österreichs auf Abruf einberufen, wurde aber im Endeffekt für die Spiele im Vier-Nationen-Turnier (Spiele gegen Deutschland, Schweiz, Italien) nicht berücksichtigt. Am 19. Mai 2011 wurde Daniel Royer von Teamchef Didi Constantini erstmals in die österreichische Nationalmannschaft einberufen. Beim darauffolgenden Spiel am 3. Juni 2011 kam Royer bereits zu seinem ersten Einsatz für die österreichische Nationalmannschaft. Er wurde im EM-Qualifikationsspiel gegen Deutschland in der 82. Spielminute eingewechselt.

## Erfolge
- 1 × Österreichischer Cup-Sieger: 2011 (SV Ried)